# 陈轩 (宋朝)
陈轩，字元舆。福建建阳人，宋朝进士。
曾任平江军节度推官。元祐年间(1086～1093年)，先后任礼部郎中、中书舍人、知庐州，徙杭州、江宁、颍昌府。宋徽宗即位，为兵部侍郎兼侍读。出知杭州、福州。
陈轩逝世时84岁。